# Kostel svatého Václava (Ždírec)
Kostel svatého Václava ve Ždírci je dominantou obce. V roce 1890 vyhořel a byl znovu vystavěn v pseudogotickém slohu. Je chráněn jako kulturní památka České republiky.

## Historie
Kostel stojí v centru obce na místě starého chrámu, o němž jsou zmínky již ve 14. století. První kostel byl filiální, spadal tehdy pod štockou farnost a již před rokem 1367 se stal kostelem farním, pod který spadaly i další obce – Dobronín, Německý Šicndorf, Střítež, Pávov, Zborná, Heroltice, Měšín, Věžnička a než se vytvořily i další farnosti, i obce Jamné, Rybné, Věžnice a Zhoř. Ve druhé polovině 16. století a na začátku 17. století drželi faru protestanti. Farář Liebzeit byl posledním zdejším protestantským knězem. Během nastupující tvrdé rekatolizace Jihlavska po Bílé hoře museli tito věřící v říjnu 1622 faru opustit. Za třicetileté války fara zanikla nejspíše kvůli nedostatku kněží a chaosu během této války. K obnovení došlo až v roce 1690.
Tehdejší kostel vyhořel při velkém požáru 19. března 1890 a byl totálně zničen, novou podobu mu vtiskl v letech 1893–1898 německobrodský stavitel Josef Šupich.
Během první světové války založil tehdejší kněz Jan B. Beneš špitál pro chudé a fundaci, z níž tito chudí dostávali část peněz na obživu. Fundace byla později upsána na válečnou půjčku.

## Architektura
Stavba je jednolodním objektem s obdélníkovou lodí, pětibokým závěrem a hranolovou věží v průčelí. Kněžiště je zaklenuto polem křížové žebrové klenby a závěr paprsčitě, zatímco v lodi jsou čtyři pole křížové žebrové klenby. Dnešní vybavení je novodobé, z původního mobiliáře se zachoval pouze velký dřevěný kříž a čtyři kamenné náhrobníky. Během osídlení fary protestanty kostel dostal v letech 1571, 1595 a 1620 tři krásné zvony: první dva vznikly během působení faráře Lukáše Nischkauera, třetí, který zhotovil jihlavský zvonař Lukáš Gleixner, za faráře Martina Liebzeita. Zvony se však nedochovaly do naší doby, neboť byly během 1. světové války využity k vojenským účelům a zůstal zde pouze jeden z nich. V roce 1756 byla postavena kostnice, která se nedochovala.
V kostele se nacházejí varhany a v obvodové zdivu se nalézá třináct vitráží, na nichž jsou zobrazeny podobizny svatých. Vitráže jsou zasazeny do olovnatých rámů a pocházejí hlavně z roku 1931. Jejich vznik financovali místní farníci, jejichž jména jsou uvedena pod každou vitráží. Šest těchto vitráží se nachází v kněžišti (např. Svatá rodina, sv. Terezie) a ostatních šest (pravá strana od vchodu sv. Alžběta, Panna Marie Bolestná, sv. Josef, levá strana od vstupních dveří sv. Jakub-apoštol, sv. František z Assisi, sv. Anna) v samotné lodi a jedna malá kulatá vitráž nad vstupem do sakristie. Na stropě jsou znázorněny výjevy ze života sv. Václava (např. zavraždění Václava ve Staré Boleslavi). Maleb se zde nacházelo více, ale některé z nich byly v pozdějších letech zabíleny. Koncem 70. let 20. století, kdy náboženskou obec vedl tehdejší farář Jiří Štorek, proběhla výměna střešní krytiny, když se střecha místo břidlice pokryla odolnější mědí, dále opravou prošla omítka, malba a instalovala se elektřina. Při odkrytí věže kostela se zjistilo, že z důvodu zatékání je její velká část prohnilá, a proto musela být o čtyři a půl metru od vrcholu uříznuta.
V kostele je pod velkým křížem, který přežil několik požárů, umístěna pamětní deska s nápisem „Památce a vzpomínce našim otcům, kteří zemřeli v květnu 1945. Příbuzní“. Tato deska by měla být vzpomínkou na údajnou vraždu německého civilního obyvatelstva na konci druhé světové války, která se měla odehrát na louce zvané „Budínka“ mezi obcí Dobronín a místní částí města Polná, Nové Dvory. Mělo zde být zabito 14 českých občanů německé národnosti, tento čin zřejmě spáchali členové Revolučních gard. Tuto událost již od poloviny roku 2009 prošetřuje Krajské státní zastupitelství v Brně. Od roku 2010 vede vyšetřování události Krajské ředitelství Policie ČR se sídlem v Jihlavě.